# 卡羅爾頓 (喬治亞州)
卡羅爾頓（英語：Carrollton）是一個位於美國喬治亞州卡羅爾縣的城市。根據2010年美國人口普查，該地人口為24388人，而該地的面積約為59.10平方千米。同時該地也是卡羅爾縣的縣治。

## 地理
卡羅爾頓的座標為33°34′51″N 85°04′36″W / 33.58083°N 85.07667°W，而該地的平均海拔高度為336米（即1102英尺）。